# Wapen van de heerlijkheid Nederveen-Cappel

Wapen van de heerlijkheid Nederveen-Cappel

Het Wapen van de heerlijkheid Nederveen-Cappel werd bevestigd bij het besluit van de Hoge Raad van Adel van 14 juli 1819.

## Blazoenering
De blazoenering van het wapen luidt als volgt:
Een schild van zilver beladen met dwarsbalk van rood en verzeld van boven van acht en van onderen van zeven turven van zwart.

## Verwante wapens
Het wapen van de heerlijkheid werd opgenomen in dat van de tak De Vos tot Nederveen Cappel van het patriciaatsgeslacht De Vos. De eerste eigenaar van deze heerlijkheid uit dit geslacht was mr. Cornelis Lodewijk de Vos, heer van Nederveen Cappel (1804-1885) waarna zijn nageslacht de geslachtsnaam De Vos tot Nederveen Cappel aannam.
Aagtekerke
· Baak
· Bennebroek
· Blitterswijk
· Cadier
· Cleverskerke
· De Vuursche
· Dorenweerd
· Geersdijke
· Hemmen
· Hensbroek
· Hoogkerk, Leegkerk en Dorkwerd
· Kattendijke
· Kerkwijk
· Laag Nieuwkoop
· Lede en Oudewaard
· Lichtenberg
· Limmen
· Nederveen-Cappel
· Oostwaard
· Oostcapelle
· Poortvliet
· Sint Philipsland
· Verwolde
· Wanssum
· Westervoort
· Wisch
· Wiskerke
· Zaanen